# 達里婭·瓦西金娜
达里娅·安德烈耶芙娜·瓦西金娜（羅馬化：Darya Andreyevna Vaskina；2002年7月30日—），俄罗斯女子游泳运动员，主攻仰泳。瓦斯金娜的母亲叶莲娜·舒比娜曾在1992年巴塞罗那奥运上摘得铜牌。瓦斯金娜起初接触的是艺术体操，后来她放弃体操，转攻游泳。